# Kevin López (mezzofondista)
Kevin López Yerga (Lora del Río, 12 giugno 1990) è un mezzofondista spagnolo.

## Palmarès
| Anno | Manifestazione    | Sede           | Evento       | Risultato  | Prestazione | Note |
| ---- | ----------------- | -------------- | ------------ | ---------- | ----------- | ---- |
| 2008 | Mondiali juniores | Bydgoszcz      | 800 m piani  | Semifinale | 1'53"57     |      |
| 2009 | Europei juniores  | Novi Sad       | 800 m piani  | Oro        | 1'48"25     |      |
| 2010 | Europei           | Barcellona     | 800 m piani  | 6º         | 1'47"82     |      |
| 2011 | Europei indoor    | Parigi         | 800 m piani  | Bronzo     | 1'48"35     |      |
| 2011 | Europei under 23  | Ostrava        | 800 m piani  | Argento    | 1'46"93     |      |
| 2011 | Mondiali          | Taegu          | 800 m piani  | Semifinale | 1'46"86     |      |
| 2012 | Europei           | Helsinki       | 800 m piani  | Semifinale | 1'47"30     |      |
| 2012 | Giochi olimpici   | Londra         | 800 m piani  | Semifinale | 1'46"66     |      |
| 2013 | Europei indoor    | Göteborg       | 800 m piani  | Argento    | 1'49"31     |      |
| 2013 | Mondiali          | Mosca          | 800 m piani  | Semifinale | 1'52"93     |      |
| 2014 | Mondiali indoor   | Sopot          | 800 m piani  | Batteria   | 1'47"34     |      |
| 2014 | Mondiali indoor   | Sopot          | 4×400 m      | Batteria   | 1'46"76     |      |
| 2014 | World Relays      | Nassau         | 4×800 m      | 5º         | 7'19"90     |      |
| 2014 | Europei           | Zurigo         | 800 m piani  | Semifinale | 1'48"90     |      |
| 2015 | Europei indoor    | Praga          | 800 m piani  | Semifinale | 1'47"78     |      |
| 2015 | Mondiali          | Pechino        | 800 m piani  | Semifinale | 1'45"84     |      |
| 2016 | Europei           | Amsterdam      | 800 m piani  | Batteria   | dns         |      |
| 2016 | Giochi olimpici   | Rio de Janeiro | 800 m piani  | Batteria   | 1'53"41     |      |
| 2017 | Europei indoor    | Belgrado       | 800 m piani  | 6º         | 1'54"17     |      |
| 2017 | Mondiali          | Londra         | 800 m piani  | Semifinale | 1'47"62     |      |
| 2019 | Mondiali          | Doha           | 1500 m piani | Semifinale | 3'37"56     |      |